# Beugen en Rijkevoort
Beugen en Rijkevoort est une ancienne commune néerlandaise de la province du Brabant-Septentrional.
La commune était composée des villages de Beugen et de Rijkevoort, ainsi que de plusieurs hameaux.
En 1840, la commune comptait 232 maisons et 1 515 habitants, dont 1 052 à Beugen et 463 à Rijkevoort.
Le 1er mai 1942, la commune de Beugen en Rijkevoort a été supprimée et coupée en deux : Beugen a été rattaché à Boxmeer, et Rijkevoort à Wanroij.

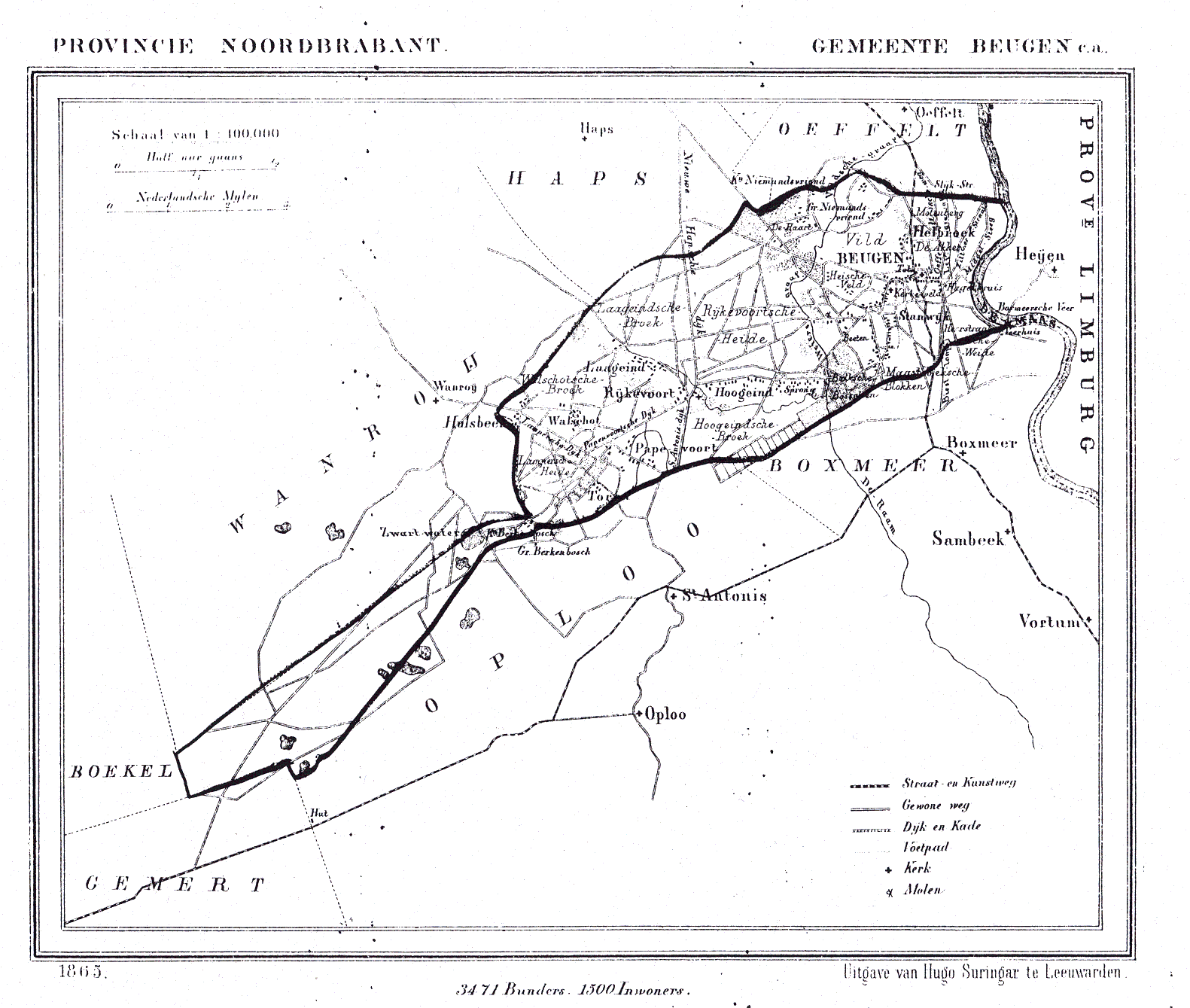
Carte de Beugen en Rijkevoort en 1865